# (26728) Luwenqi
(26728) Luwenqi est un astéroïde de la ceinture principale.

## Description
(26728) Luwenqi est un astéroïde de la ceinture principale. Il fut découvert le 16 avril 2001 à Socorro (Nouveau-Mexique) par le projet LINEAR. Il présente une orbite caractérisée par un demi-grand axe de 2,72 UA, une excentricité de 0,02 et une inclinaison de 3,2° par rapport à l'écliptique.

## Compléments